# Yanaca (Aymaraes)
Yanaca es un pueblo ubicado en el departamento de Apurímac, provincia de Aymaraes, distrito de Yanaca, en el Perú.
La localidad se destaca por su cercanía a las ruinas de Yanaca.

## Clima
| Parámetros climáticos promedio de Yanaca | Parámetros climáticos promedio de Yanaca | Parámetros climáticos promedio de Yanaca | Parámetros climáticos promedio de Yanaca | Parámetros climáticos promedio de Yanaca | Parámetros climáticos promedio de Yanaca | Parámetros climáticos promedio de Yanaca | Parámetros climáticos promedio de Yanaca | Parámetros climáticos promedio de Yanaca | Parámetros climáticos promedio de Yanaca | Parámetros climáticos promedio de Yanaca | Parámetros climáticos promedio de Yanaca | Parámetros climáticos promedio de Yanaca | Parámetros climáticos promedio de Yanaca |
| Mes                                      | Ene.                                     | Feb.                                     | Mar.                                     | Abr.                                     | May.                                     | Jun.                                     | Jul.                                     | Ago.                                     | Sep.                                     | Oct.                                     | Nov.                                     | Dic.                                     | Anual                                    |
| ---------------------------------------- | ---------------------------------------- | ---------------------------------------- | ---------------------------------------- | ---------------------------------------- | ---------------------------------------- | ---------------------------------------- | ---------------------------------------- | ---------------------------------------- | ---------------------------------------- | ---------------------------------------- | ---------------------------------------- | ---------------------------------------- | ---------------------------------------- |
| Temp. media (°C)                         | 11.7                                     | 11.6                                     | 11.6                                     | 11.5                                     | 10.5                                     | 9.2                                      | 8.8                                      | 9.5                                      | 10.7                                     | 11.9                                     | 12                                       | 11.9                                     | 10.9                                     |
| Fuente: Accuweather                      |                                          |                                          |                                          |                                          |                                          |                                          |                                          |                                          |                                          |                                          |                                          |                                          |                                          |